# Xử lý phân tích trực tuyến
Trong khoa học máy tính, Xử lý phân tích trực tuyến (tiếng Anh: Online Analytical Processing, viết tắt: OLAP) là một phương pháp để xử lý các truy vấn về phân tích khối lượng dữ liệu lớn, nhiều chiều mà nếu cho thực thi các truy vấn này trong hệ thống cơ sở dữ liệu thông thường sẽ không thể cho kết quả hoặc sẽ mất rất nhiều thời gian. OLAP được đặt ra để giải quyết các bài toán liên quan đến khai phá dữ liệu phục vụ cho các báo cáo về tài chính, bán hàng, tiếp thị, quản trị, dự báo..
Những công cụ sử dụng OLAP cho phép phân tích dữ liệu nhiều chiều từ các khung nhìn trực quan khác nhau do người dùng lựa chọn. Ba tác vụ phân tích cơ bản của OLAP là thống nhất hóa (roll-up), chi tiết hóa (drill-down) và xúc xắc và nhát cắt dữ liệu. Thống nhất hóa là quá trình tập hợp lại dữ liệu từ một hay nhiều chiều. Ví dụ, tất cả đơn vị bán hàng được xem xét thành một phòng ban nhằm phân tích xu hướng kinh doanh. Chi tiết hóa là kĩ thuật ngược lại với thống nhất hóa, ví dụ khi phân tích doanh số bán của từng sản phẩm riêng biệt đối với một khu vực kinh doanh. Xúc xắc và nhát cắt dữ liệu là kĩ thuật cho phép ta lấy ra khối dữ liệu nhiều chiều, sau đó tiến hành phân tích bằng các nhát cắt khác nhau dựa trên nó.